# Cappuccetto Rosso (film 1922)
Cappuccetto Rosso (Little Red Riding Hood) è un film del 1922 diretto da Walt Disney. È il primo cortometraggio d'animazione narrativo diretto da Disney, e il primo in assoluto da lui prodotto (con il suo neonato Laugh-O-Gram Studio). Basato sull'omonima fiaba di Charles Perrault, il corto è il primo episodio della serie Laugh-O-Grams. Uscì negli Stati Uniti il 29 luglio 1922, distribuito da Leslie B. Mace. Il film fu rieditato in versione sonora col titolo Grandma Steps Out.
Il film venne considerato perduto per molti anni, tanto che nel 1980 fu inserito nella lista "10 Most Wanted Films for Archival Preservation" dell'American Film Institute, finché nel 1998 un collezionista britannico non ne trovò una stampa in una cineteca di Londra.

## Trama
La mamma di Cappuccetto Rosso sta preparando delle ciambelle (i cui buchi vengono fatti dal gatto di casa con un fucile). Dopo averle messe in un cestino, le dà a Cappuccetto perché le porti alla nonna. La ragazza si avvia dalla nonna con la sua carretta a "spinta canina", e per la strada incontra un uomo che le offre di salire sulla propria auto. Tuttavia quest'ultima è un macinino (definizione scritta sull'auto stessa), e Cappuccetto rifiuta e se ne va. L'uomo si reca allora a casa della nonna, che è andata al cinema, e quando entra Cappuccetto la assale. Il cane, lasciato fuori dalla casa, si libera dell'auto e corre a cercare l'aiuto di un giovane pilota d'aereo che si trova lì vicino. Il ragazzo, usando un arpione appeso al suo piccolo aereo, rimuove la casa della nonna e solleva l'uomo in fuga con la sua auto, lasciandolo cadere in un lago. Sconfitto il cattivo, Cappuccetto Rosso e il pilota si baciano.

## Distribuzione

### Edizioni home video
Il cortometraggio è visibile integramente nel documentario interattivo Dietro la bella: Storie inedite dietro la creazione de La bella e la bestia, incluso nel secondo disco dell'edizione a due Blu-ray Disc de La bella e la bestia uscita in America del Nord il 6 ottobre 2010 e in Italia il 1º dicembre. Il film è presentato virato in seppia e con una nuova colonna sonora.